# یانگ جه هون
یانگ جه هون (کره‌ای: 양재훈؛ زادهٔ ۷ مه ۱۹۹۸) شناگر اهل کره جنوبی است.
وی در مسابقات کشوری و بین‌المللی در مجموع برندهٔ ۱ مدال طلا، ۱ مدال نقره شده است.